# Palazzo di Sangro
Palazzo di Sangro, također poznata kao Palazzo de Sangro di Sansevero ili Palazzo Sansevero, kasnorenesansna je aristokratska palača okrenuta prema crkvi San Domenico Maggiore, odvojena ulicom nazvanom po crkvi, u središtu Napulja, Italija. Dio pročelja palače okrenut je prema trgu ispred crkve, koji također na jugu omeđuje Palazzo di Sangro di Casacalenda.

## Povijest
Palaču na tom mjestu započeo je graditi Paolo di Sangro, vojvoda od Torremaggiorea u 16. stoljeću kao svoju obiteljsku rezidenciju. Projektirao ju je kipar i arhitekt Giovanni da Nola. Otprilike u to vrijeme bio je i stanovnik plemića i skladatelja Carla Gesualda - on je ovdje ubio svoju ženu. Giovan Francesco Paolo di Sangro, 1. princ od San Severa, započeo je s izgradnjom obiteljske grobne kapele u dvorištu palače - dovršio ju je 1613. njegov sin Alessandro, patrijarh Aleksandrije i nadbiskup Beneventa. Paolo de Sangro, 2. princ od San Severa, obnovio je palaču, posebno fasadu, prema nacrtima Bartolomea Picchiattija i s portalnim ulazom koji je izradio Vitale Finelli.
Vrhunac palače došao je u 18. stoljeću kada je Raimondo di Sangro, sedmi princ od San Severa, redizajnirao unutrašnjost kapele i palače i povezao dvije zgrade prolazom. Mramorna ploča na pročelju obilježava njegovu povezanost s palačom. Radove je započeo 1735., a dovršio ih je njegov sin Vincenzo 1790-ih. U noći 28. rujna 1889. prolaz je poplavljen i urušen.
Atrij ima antropomorfne skulpturalne ukrase koji se pripisuju Giuseppeu Sammartinu i Francescu Celebranu. Celebranu se pripisuju i mezaninski ukrasi godišnjih doba. Palača je nekoć bila ukrašena freskama Belisaria Corenzija, uništenim tijekom urušavanja dvorane.

## Vanjske poveznice
|  | Zajednički poslužitelj ima još gradiva o temi Palazzo di Sangro |